# Paynesville FC
Der Paynesville Football Club ist ein 2013 gegründeter liberianischer Fußballverein. Beheimatet ist der Verein in Paynesville im Montserrado County. Aktuell spielt der Klub in der ersten Liga des Landes, der First Division.

## Erfolge
- Liberianischer Pokalsieger: 2024
- Liberianischer Zweitligavizemeister: 2022/23  ▲

## Stadion
Der Verein trägt seine Heimspiele im Samuel Kanyon Doe Sports Complex in Paynesville im Montserrado County aus. Das Stadion hat ein Fassungsvermögen von 22.000 Personen.